# Calamagrostis radicans
Calamagrostis radicans är en gräsart som beskrevs av Eugène Vaniot. Calamagrostis radicans ingår i släktet rör, och familjen gräs. Inga underarter finns listade i Catalogue of Life.